# Novoletna zgodba
Novoletna zgodba (1958) je kratka sodobna pravljica Lojzeta Kovačiča. Izšla je pri založbi Mladinska knjiga v zbirki slikanic Čebelica. Slikanico je ilustriral Milan Bizovičar.
Člani revne družine se za novoletne praznike zbližajo in si delijo veselje in srečne trenutke. Glavni lik je deček Janko, ob strani mu stoji oče, ki skrbi zanj in mu želi v življenju najbolje. V pravljici se pojavi tudi Jankova bolehna mati in prijazni sosedje, ki stanujejo v isti hiši kot Jankova družina (Prebrantova družina, ključavničar Jože z zaročenko, gospod Praprotnik, žena z mačkami, mlado dekle Anka ter stari učiteljici).
V pravljici je opisan le Jankov resničen vsakdanjik, ne pa tudi njegov fantastični svet, zato je raven dogajanja v tej pravljici realna. Janko v pravljici ne doživlja nobene moralne ali čustvene stiske, ki bi jo reševal v pravljično-fantastičnem svetu. 
Vse dogajanje je strnjeno na en sam dan, tj. novoletni dan. Dogajalni kraj je Jankov dom. 
Pravljica v sebi nosi sporočilo o dobroti, ki je vedno poplačana, še posebno med preprostimi, iskrenimi ljudmi in prijatelji, ki si stojijo ob strani. 